# Seznam polkovnikov Slovenske vojske
Seznam polkovnikov Slovenske vojske.

## A
- Vojko Adamič
- Franc (Karel) Anderlič ?
- Vincenc Arko

## B
- Bor Balderman
- Igor Banfi
- Boštjan Baš
- Lidija Benigar (podpolkovnica?)
- Vito Berginc
- Drago Bitenc
- Boštjan Blaznik: 26. oktober 2011[1]
- Josip Bostič (podpolkovnik?)
- Robert Brauc - podpolk.? letalstva
- Bojan Brecelj (častnik) - podpolk.? letalstva
- Miloš Bregar
- Ernest Breznikar
- Igor Brinar (podpolk.)
- Mihalj Bukovec
- Janez Butara
- Miha Butara

## C
- Aleš Centa - podpolkovnik
- Borut Cesar
- Franc Cesar
- Mirko Cigler ? - voj. diplomat
- Boris Cimprič (podpolk.?) - vezist
- Peter Cuderman (podpolk.)

## Č
- Janez Čerin (podpolkovnik)
- Leopold Čuček (podpolkovnik)?
- Peter Čuden (podpolkovnik)?

## D
- Janko Deželak (podpolk.?)
- Dušan Doberšek
- Anton Donko
- Ljubo Dražnik
- Tomislav Drolc

## F
- Dimitrij Fabčič?
- Nada Ficko (podpolkovnica 1964-2021)
- Samo Flisek

## G
- Nikolaj Galeša (podpolk.)
- Janez Gaube (letalstvo)
- Teodor Geršak (?)
- Jože Gorenc (podpolk.)
- Milan Gorjanc (že v JLA, kandidat za generala)
- Boris Gorjup (podpolkovnik)
- Ladislav Graber
- Jožef Grabušnik (podpolkovnik)
- Bojan Gregorič
- Dean Groff

## H
- Gregor Hafner
- Boško Haupt
- Marko Hlastec (podpolkovnik, poveljnik Enote za protokol Slovenske vojske)
- Leon Holc
- Lidija Horvat Petek (podpolkovnica)

## I
- Boštjan Ivanjko (podpolk.?)

## J
- Matija Jazbec (podpolk.)
- Pavle Jereb (podpolk.)?
- Mirko Jerman (JLA)
- Boštjan Juras
- Gorazd Jurkovič
- Blaž Jenko (podpolkovnik)
- Damir Jadrič

## K
- Franc Kalič
- Srečko Karba: 26. oktober 2011[1]
- Stojan Kastelic
- Branko Keber
- Aleš Kesič (podpolk.)
- Tomaž Kladnik
- Jože Klemenčič (častnik)
- Danilo Klinar (podpolk.)
- Robert Klinar
- Tomaž Klinar (*1971, podpolk.)
- Franci Knaflič
- Andrej Kocbek
- Bojan Končan
- Jože Konda ?
- Bogdan Koprivnikar
- Franc Koračin: 26. oktober 2011[1]
- Matjaž Košelnik (podpolk.)
- Marko Košir
- Milan Kranjec: 2011
- Janez Kraševec (podpolk.)
- Miran Kristovič (podpolk.)
- Andrej Krivec (podpolk.)
- Ljubo Kržišnik?
- Miha Kuhar
- Ivan Herbert Kukec
- Franc Kunovar
- Danijel Kuzma (1955-1992)

## L
- Jože Landeker
- Bojan Langerholc (podpolk.)
- Igor Lanišnik (podpolk.)
- Boštjan Lesjak (podpolk.)
- Janez Lesjak (podpolk.?)
- Peter Levstek (podpolk.?, veterinar)
- Simon Lindič (podpolk.)
- Andrej Lipar
- Franjo Lipovec
- Srečko Lisjak
- Radovan Lukman
- Aleš Luznar (podpolk.)

## M
- Drago Magdič - podpolk.?
- Jožef Majcenovič
- Vasilije Maraš
- Dragan Marič (podpolk.)
- Dušan Marinčič
- Zvezdan Marković (podpolk.)
- Srečko Matovič - podpolk.?
- Marijana Mavsar
- Dragutin Mate
- Alojz Matičič
- Vojteh Mihevc
- Mitja Miklavec
- Boris Mikuš
- (Ivan Mikuž - zdaj brigadir)
- (Boštjan Močnik - zdaj brigadir)
- Franci Mogolič (podpolk.)
- Gabrijel Možina
- Mladen Mrmolja
- Jože Murko

## N
- Karlo Nanut (podpolk.?)
- Lovro Novinšek

## O
- Tomaž Okršlar
- Milan Obreza
- Vojko Obrulj: 2011
- Franc Ošljak
- David Ozebek (podpolk.)
- Boris Ožbolt

## P
- Peter Palčič (podpolk.?)
- Blaž Pavlin: 26. oktober 2011[1]
- Tomislav Peček (podpolk.?)
- Tatjana Pečnik (podpolk.)
- Mojca Pešec
- Alenka Petek (častnica)
- Matjaž Piškur (major?)
- Ernest Pleh, polkovnik inšpektor IRSO
- Franc Plestenjak
- Branko Podbrežnik
- Bojan Potočnik
- Janez Presl (major nekdanje TO; rezervni častnik v funkciji polkovnika vodil Prvo Ljubljansko brigado TO 1991)
- Žiga Pretnar (podpolk.)
- Evgen Primožič
- Jože (Ervin) Prislan
- Branko Podbrežnik
- Marko Preložnik (podpolk.)
- Jože Prvinšek

## R
- Jurij Raduha (podpolk., povljenik Veščinskega centra)
- Nina Raduha (podpolk.)
- Janez Rauter
- Mihael Rauter (podpolk.)
- Marko Ravnikar
- Branko Rek (podpolk. letalstva)
- Miran Rožanec
- Miha Rijavec

## S
- Gorazd Sagadin (podpolk.)
- Stojan Sedmak
- Stanislav Sevljak (podpolk.)
- Robert Simonič ?
- Marjan Sirk
- Matija Skrbinek (podpolk.)
- Damir Smerdelj
- Iztok Stavanja (podpolk.)
- Samo Strehar (podpolk.?)
- Tomaž Strgar
- Igor Strojin: 26. oktober 2011[1]

## Š
- (Jani Šalamon)
- Edmond Šarani
- Štefan Šemrov
- Robert Šipec
- Tomislav Šipčič
- Miloš Šonc
- Antun Šoštarič (podpolk.)
- Vojko Štembergar
- Mihec Škerbinc (brigadir)
- Robert Špernjak (podpolk.)
- (Polde Štrukelj - JLA)

## T
- (Drago Tanc - JLA)
- Alojz Ternar
- Mitja Teropšič (podpolk.)?
- Suzana Tkavc (podpolkovnica)
- Dušan Toš
- Anton Tunja
- Stojan Todorovski
- Uroš Trinko (podpolk.)
- Ivan Turnšek
- Leon Tušar

## V
- Anton Vavroš
- Zlatko Vehovar: 26. oktober 2011[1]
- Jure Velepec (podpolk.)
- Emil Velikonja
- Rajko Velikonja
- Igor Veršnik (podpolk.)
- Pavel Vindišar
- Gregor Vodeb
- Sergej Vogrin (podpolk.)
- Bojan Vogrinc
- Bernarda Volčanjk Perčič
- Fedja Vraničar (star.-polkovnik; ml. podpolk.?)
- Valter Vrečar

## Z
- Stojan Zabukovec
- Aleš Zajc (podpolk.)
- Peter Zakrajšek: 26. oktober 2011[1]
- Samo Zanoškar
- Nikolaj Završnik 30. december 2013
- Nataša Zorman (podpolkovnica)
- Roman Zupanec

## Ž
- Tomaž Žbogar (podpolk.)
- Vlado Žgeč (podpolk.?)
- Franc Željko Županič